# Mary Ure
Eillen Mary Ure (ur. 18 lutego 1933 w Glasgow, zm. 3 kwietnia 1975 w Londynie) – brytyjska aktorka filmowa i teatralna. Nominowana do Oscara za najlepszą rolę drugoplanową w filmie Synowie i kochankowie (1960) Jacka Cardiffa.

## Życie prywatne
Pierwszym mężem Mary Ure był brytyjski dramatopisarz John Osborne. Byli małżeństwem w latach 1957–1963; mieli dwoje dzieci. Rozwiedli się w 1963 roku. Jej drugim mężem; w latach 1963-1975, był brytyjski aktor Robert Shaw. Mieli czworo dzieci, w tym syna Iana, który został aktorem.

## Śmierć
Zmarła w wieku zaledwie 42 lat w niejasnych do końca okolicznościach. Prawdopodobnie przedawkowała środki nasenne połączone z alkoholem. Do dziś nie ma pewności czy było to samobójstwo, czy też przypadek.

## Filmografia
- Strom Over the Nile (1955) jako Mary Burroughs
- Windom’s Way (1957) jako Lee Windom
- Miłość i gniew (1958) jako Alison Porter
- Synowie i kochankowie (1960) jako Clara Dawes
- Mind Benders (1962) jako Oonagh Longman
- Luck of Ginger Coffey (1964) Vera Coffey
- Generał Custer (1967) jako Elizabeth Custer
- Tylko dla orłów (1968) jako Mary Ellison
- Reflection of Fear (1973) jako Katherine